# Falun (Gemeinde)
Koordinaten: 60° 36′ N, 15° 38′ O

Falun (schwedisch Falu kommun) ist eine Gemeinde in der schwedischen Provinz Dalarnas län und der historischen Provinz Dalarna. Der Hauptort der Gemeinde ist Falun.

## Geographie
Die Stadt Falun liegt am See Runn, der die südliche Grenze der Gemeinde bildet. Die Gemeinde erstreckt sich etwa 65 Kilometer nach Norden. Das Gebiet ist durchzogen von eiszeitlichen Moränen, die Hügelrücken bilden, und Feuchtgebieten sowie zahlreichen Seen.

## Wirtschaft
Traditionell war Falun eine Bergbaugemeinde. 1992 wurde das Bergwerk von Falun endgültig stillgelegt, allerdings wird auch heute noch aus dem Abraum des Bergwerks die rote Farbe Falunrot hergestellt. Falun ist heutzutage vor allem ein Dienstleistungszentrum. Der Tourismus mit seinen Hauptattraktionen, dem Weltkulturerbe Falun und dem Bergwerk zu Falun, dem Heim des Malers Carl Larsson in Sundborn sowie dem Skisprungzentrum Lugnet spielt eine wichtige Rolle.

## Politik

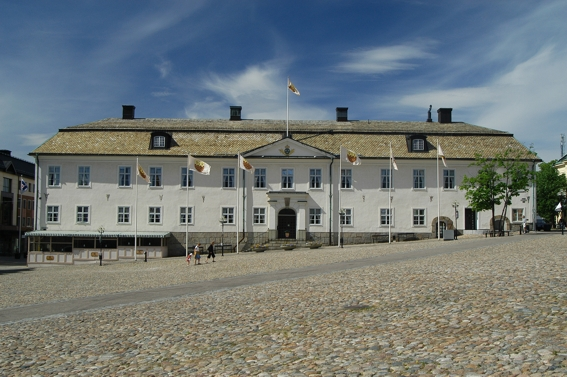
Gemeindeverwaltung Falun

Der Gemeinderat (schwedisch kommunfullmäktige) hat momentan 45 Sitze und hat in der Mandatperiode 2015–2018 folgende Zusammensetzung (Falupartiet ist nur auf kommunaler Ebene tätig):

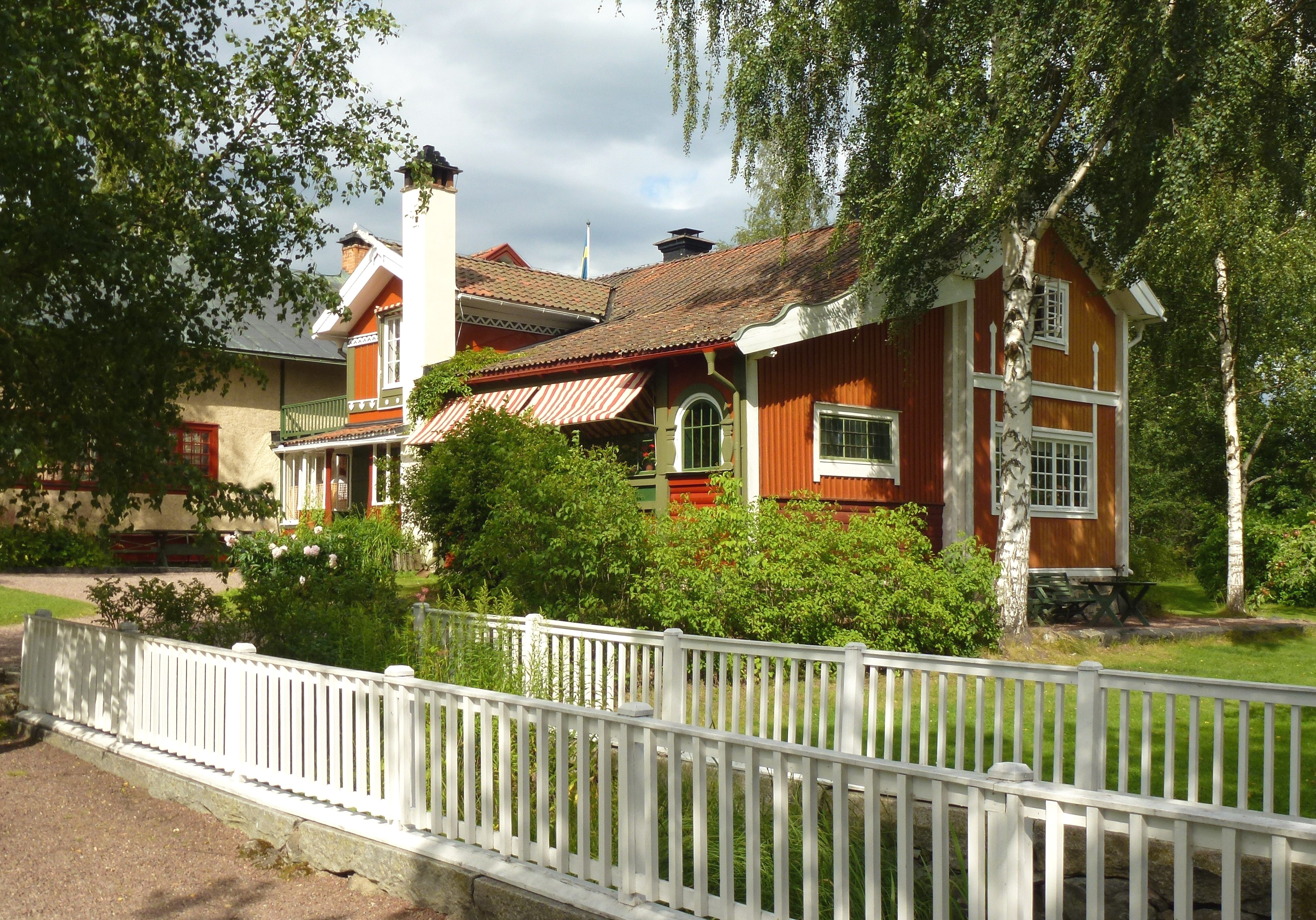
Sundborn: Carl Larssons Haus

| Partei                   | Stimmenanteil | Mandate |
| ------------------------ | ------------- | ------- |
| Moderata samlingspartiet | 21,5 %0       | 13      |
| Centerpartiet            | 11,4 %0       | 7       |
| Liberalerna              | 5,2 %         | 4       |
| Kristdemokraterna        | 2,6 %         | 1       |
| Socialdemokraterna       | 31,2 %0       | 20      |
| Vänsterpartiet           | 8,1 %         | 5       |
| Miljöpartiet de Gröna    | 7,4 %         | 4       |
| Sverigedemokraterna      | 8,3 %         | 5       |
| Feministiskt initiativ   | 0,2 %         | 0       |
| Falupartiet              | 3,7 %         | 2       |
| Andere                   | 0,4 %         | 0       |

## Sehenswürdigkeiten
13 Kilometer nordöstlich von Falun liegt der Ort Sundborn, in dem sich das Heim des berühmten Malers Carl Larsson befindet, das er in zahlreichen seiner Bilder dargestellt hat.

## Orte
In der Gemeinde Falun gibt es insgesamt zwölf Orte (schwedisch tätorter):
| - Bengtsheden - Bjursås - Danholn - Enviken - Falun - Grycksbo | - Linghed - Sundborn - Svärdsjö - Sågmyra - Toftbyn - Vika |  |

Außerdem gibt es noch zahlreiche weitere kleinere Orte (småorter), darunter Bergsgården.

## Partnerstädte

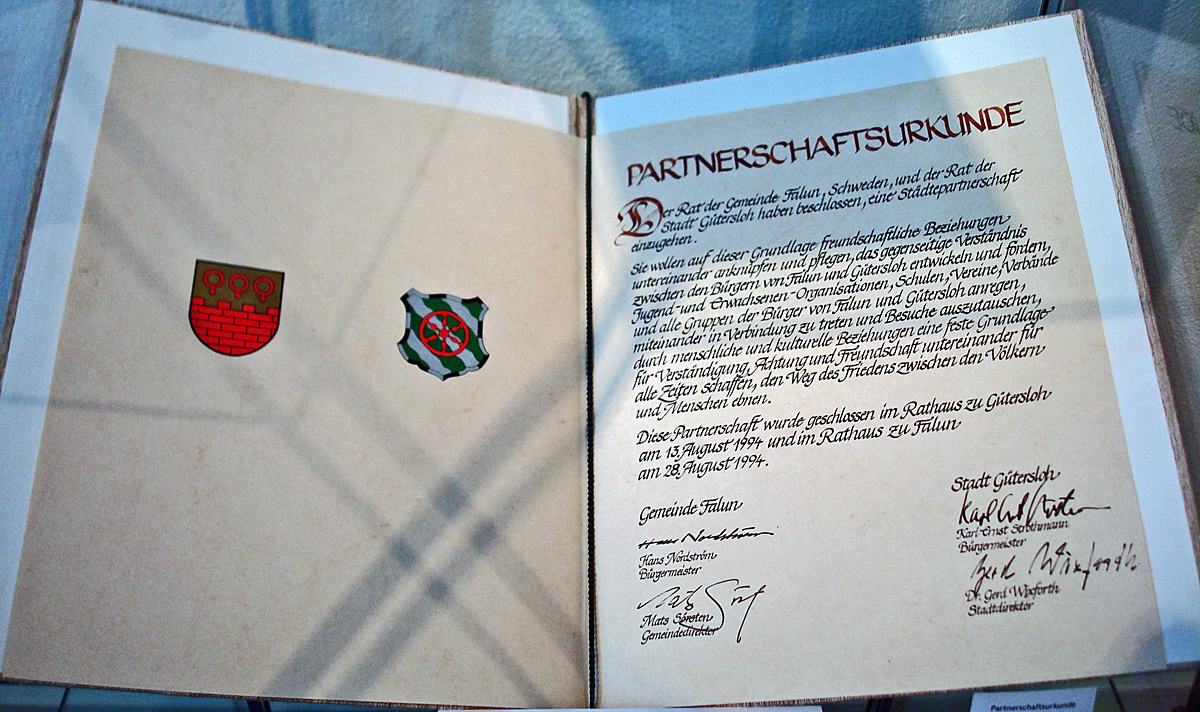
Partnerschaftsurkunde zur Städtepartnerschaft mit Gütersloh im Stadtmuseum Gütersloh

Partnerschaftliche Beziehungen bestehen mit:
- Hamina in Finnland
- Grudziądz in Polen
- Gütersloh in Deutschland
- Vordingborg in Dänemark

Zusätzlich arbeitet die Gemeinde Falun mit zwei weiteren Städten offiziell zusammen:
- Kimberley in Südafrika
- Pskow in Russland